# Vanchidiplosis indica
Vanchidiplosis indica är en tvåvingeart som först beskrevs av Rao 1952.  Vanchidiplosis indica ingår i släktet Vanchidiplosis och familjen gallmyggor. Inga underarter finns listade i Catalogue of Life.